# Колодяжний Іван Костянтинович
Іван Костянтинович Колодяжний (1920–1985) — радянський військовик, начальник Завидовського заповіднику, генерал-лейтенант.
Один з тринадцяти повних кавалерів ордена «За службу Батьківщині у Збройних Силах СРСР».

## Життєпис
Народився 20 (за іншими даними — 7) листопада 1920 року в Мерефі, нині Харківського району Харківської області. Українець.
До лав РСЧА призваний Мерефським РВК Харківської області у 1938 році. Закінчив Ташкентське Червонопрапорне піхотне училище імені В. І. Леніна у 1940 році. Член ВКП(б) з 1942 року.
Учасник німецько-радянської війни з червня 1941 року. Воював на Калінінському, 1-му Прибалтійському та 1-му Українському фронтах. Обіймав посади: командира роти ПТР 255-го окремого протитанкового артилерійського дивізіону, командира 123-ї окремої розвідувальної роти, помічника начальника штабу з розвідки 599-го стрілецького полку 145-ї стрілецької дивізії, помічника начальника оперативного відділу штабу 38-ї армії, помічника начальника оперативного відділу оперативного управління штабу 1-го Українського фронту. П'ять разів був поранений.
У повоєнний час протягом двадцяти років був начальником Завидовського заповіднику. Також обіймав посади голови Ради військових мисливців Центрального апарату Міністерства оборони СРСР.

## Нагороди
- орден Жовтневої Революції (1980).
- орден Червоного Прапора (14.04.1945).
- два ордени Вітчизняної війни 1-го ступеня (13.06.1945 , 11.03.1985).
- два ордени Вітчизняної війни 2-го ступеня (18.11.1942 , 06.12.1944).
- три ордени Червоної Зірки (09.10.1943,1953, 20.11.1970).
- орден «Знак Пошани» (…).
- Орден «За службу Батьківщині у Збройних Силах СРСР» 1-го ступеня (11.02.1982).
- Орден «За службу Батьківщині у Збройних Силах СРСР» 2-го ступеня (18.11.1980).
- Орден «За службу Батьківщині у Збройних Силах СРСР» 3-го ступеня (21.02.1978).
- медалі.